# Destination vengeance
Ne doit pas être confondu avec Destination vide ou Destination Vérité.
Destination vengeance, dont le titre original est Voyage of Vengeance, est un Roman de science-fiction écrit par L. Ron Hubbard.
Il s'agit du septième tome du cycle de science-fiction intitulé Mission Terre, qui comprend les parties 52 à 61 de la suite romanesque, sur un total de 92 parties.

## Publications
Le roman a été publié aux États-Unis en mai 1987.
Il a été publié en France en 1990 aux Presses de la Cité en grand format, puis en 1993 aux éditions Presses Pocket en format livre de poche.

## Thème de la série
Sur la planète Voltar, le chef des services secrets, le sinistre et mégalomane Lombar Hisst, a décidé d'envoyer sur la planète Blito P-3 (la Terre) un agent secret sans états d'âmes, Soltan Gris, chargé de le ravitailler en drogue, qu'il revend secrètement sur Voltar. Il charge aussi Soltan Gris de neutraliser Jettero Heller, un ingénieur de combat de la Flotte envoyé sur la Terre pour aider les humains à cesser de dégrader leur planète en la polluant et en la surexploitant. En effet, pour garantir l'approvisionnement régulier en drogue, il ne faut surtout pas que le gouvernement voltarien apprenne que les humains détruisent si rapidement leur planète qu'une intervention militaire s'avère nécessaire.
Arrivé sur Terre, Soltan Gris, être cupide et sans scrupules, va complètement et involontairement rater sa mission…
Les romans de la série ne sont pas dénués d'un certain humour sarcastique, lié en particulier au fait que le « méchant », Soltan Gris, qui est le narrateur du récit :
- d'une part ne s'aperçoit pas de l'idiotie ou de la non pertinence de ses propos, en commentant de manière totalement erronée le comportement de ses ennemis ou le sien,
- d'autre part est persuadé d'avoir un comportement professionnel excellent alors que le lecteur s'aperçoit que ses projets sont voués à l'échec.

## Personnages

### Personnages récurrents de la série
- Soltan Gris, officier de l’Appareil de Coordination de l'Information (le « méchant »)
- Lombar Hisst, directeur général de l'Appareil de Coordination de l'Information (le « méchant-en-chef »)
- Jettero Heller, ingénieur de combat de la Flotte spatiale (le « gentil »), compagnon de la Comtesse Krak
- Comtesse Krak, enseignante et dresseuse, compagne de Jettero Heller

## Résumé du roman
Lorsque le roman se termine, Soltan Gris semble avoir parfaitement rempli sa mission : la comtesse Krak a été assassinée ; Jettero Heller, qui la croit disparue dans le crash de l'avion, retourne aux États-Unis dans un état proche de la prostration et de la dépression. Soltan Gris exulte de joie.

## Prologues

### Extrait de la «Mise en garde du censeur voltarien»
Le roman est précédé par une « Mise en garde du Censeur voltarien », dénommé Lord Invay.

### Extrait de la «préface du traducteur voltarien»
Le roman comprend une « préface du traducteur voltarien », qui est un robot prénommé 54-Charli neuf. Le robot-traducteur explique notamment quelles furent les difficultés de sa tâche.